# Cibolo
Cibolo és una població dels Estats Units a l'estat de Texas. Segons el cens del 2008 tenia 17.000 habitants.

## Demografia
Segons el cens del 2000, Cibolo tenia 3.035 habitants, 1.092 habitatges, i 848 famílies. La densitat de població era de 219,9 habitants per km².
Dels 1.092 habitatges en un 42,8% hi vivien nens de menys de 18 anys, en un 65,3% hi vivien parelles casades, en un 8,9% dones solteres, i en un 22,3% no eren unitats familiars. En el 19,2% dels habitatges hi vivien persones soles el 6% de les quals corresponia a persones de 65 anys o més que vivien soles. El nombre mitjà de persones vivint en cada habitatge era de 2,78 i el nombre mitjà de persones que vivien en cada família era de 3,19.
Per edats la població es repartia de la següent manera: un 29,4% tenia menys de 18 anys, un 7,1% entre 18 i 24, un 35,6% entre 25 i 44, un 21,8% de 45 a 60 i un 6,2% 65 anys o més.
L'edat mediana era de 35 anys. Per cada 100 dones de 18 o més anys hi havia 90,3 homes.
La renda mediana per habitatge era de 53.780 $ i la renda mediana per família de 65.545 $. Els homes tenien una renda mediana de 42.557 $ mentre que les dones 26.333 $. La renda per capita de la població era de 23.988 $. Aproximadament el 4,8% de les famílies i el 6,1% de la població estaven per davall del llindar de pobresa.

## Poblacions properes
El següent diagrama mostra les poblacions més properes.